# Municipio de Preble (Minnesota)
El municipio de Preble (en inglés: Preble Township) es un municipio ubicado en el condado de Fillmore en el estado estadounidense de Minnesota. En el año 2010 tenía una población de 209 habitantes y una densidad poblacional de 2,26 personas por km².

## Geografía
El municipio de Preble se encuentra ubicado en las coordenadas 43°37′50″N 91°47′25″O / 43.63056, -91.79028. Según la Oficina del Censo de los Estados Unidos, el municipio tiene una superficie total de 92.6 km², de la cual 92,6 km² corresponden a tierra firme y (0 %) 0 km² es agua.

## Demografía
Según el censo de 2010, había 209 personas residiendo en el municipio de Preble. La densidad de población era de 2,26 hab./km². De los 209 habitantes, el municipio de Preble estaba compuesto por el 95,22 % blancos, el 2,39 % eran afroamericanos y el 2,39 % eran de una mezcla de razas. Del total de la población el 0 % eran hispanos o latinos de cualquier raza.